# Liste des anciennes communes de l'Oise
| Fusions - Commune issue d'une fusion - Commune issue de plus d'une fusion |
| Défusions - Commune ayant fusionné une fois                               |
| Créations - Commune issue d’un démembrement d'une ou plusieurs communes   |

Carte présentant les modifications des limites des communes de l'Oise depuis 1789.

Depuis la Révolution française, plusieurs communes de l'Oise ont subi des modifications de périmètre territorial — par le biais de fusions ou de démembrements — ou le passage d'un hameau d'une commune à une autre ou bien des changements de nom, que la liste s’attache à présenter. 

## Contexte
Alors que les communes d’Ancien Régime sont supprimées par les décrets du 4 août 1789 de l’Assemblée constituante, une nouvelle forme communale émerge en France avec le décret législatif du 14 décembre 1789 concernant la constitution des municipalités. Le Législateur révolutionnaire, dans une logique de rationalisation, souhaite uniformiser les dénominations des plus petites structures d’administration territoriale. C’est sous la Convention, par un décret du 10 brumaire an II, que le terme « commune » est harmonisé à tous les anciens bourgs, villes, paroisses ou communautés.
En 1790, le territoire du département de l'Oise comportait 724 communes. Celui-ci diminue ensuite pour passer à 683 communes en 1836, puis à 701 communes en 1914 et à 693 communes en 1973. Alors que le département comptait encore 693 communes au 1er janvier 2014, 680 communes forment son territoire depuis le 1er janvier 2025.

## Transformations par type

### Fusion
| Nom                           | Communes supprimées          | Régime           | Décision                                | Date d’effet                         |
| ----------------------------- | ---------------------------- | ---------------- | --------------------------------------- | ------------------------------------ |
| Montchevreuil                 | Bachivillers                 | Commune nouvelle | Arrêté préfectoral du 26 décembre 2018  | 1er janvier 2019                     |
| Montchevreuil                 | Fresneaux-Montchevreuil      | Commune nouvelle | Arrêté préfectoral du 26 décembre 2018  | 1er janvier 2019                     |
| La Corne-en-Vexin             | Boissy-le-Bois               | Commune nouvelle | Arrêté préfectoral du 28 septembre 2018 | 1er janvier 2019                     |
| La Corne-en-Vexin             | Énencourt-le-Sec             | Commune nouvelle | Arrêté préfectoral du 28 septembre 2018 | 1er janvier 2019                     |
| La Corne-en-Vexin             | Hardivillers-en-Vexin        | Commune nouvelle | Arrêté préfectoral du 28 septembre 2018 | 1er janvier 2019                     |
| Formerie                      | Boutavent                    | Commune nouvelle | Arrêté préfectoral du 28 septembre 2018 | 1er janvier 2019                     |
| Formerie                      | Formerie                     | Commune nouvelle | Arrêté préfectoral du 28 septembre 2018 | 1er janvier 2019                     |
| Les Hauts-Talican             | Beaumont-les-Nonains         | Commune nouvelle | Arrêté préfectoral du 28 septembre 2018 | 1er janvier 2019                     |
| Les Hauts-Talican             | La Neuville-Garnier          | Commune nouvelle | Arrêté préfectoral du 28 septembre 2018 | 1er janvier 2019                     |
| Les Hauts-Talican             | Villotran                    | Commune nouvelle | Arrêté préfectoral du 28 septembre 2018 | 1er janvier 2019                     |
| Villers-Saint-Frambourg-Ognon | Ognon                        | Commune nouvelle | Arrêté préfectoral du 28 septembre 2018 | 1er janvier 2019                     |
| Villers-Saint-Frambourg-Ognon | Villers-Saint-Frambourg      | Commune nouvelle | Arrêté préfectoral du 28 septembre 2018 | 1er janvier 2019                     |
| Trie-Château                  | Trie-Château                 | Commune nouvelle | Arrêté préfectoral du 29 septembre 2017 | 1er janvier 2018                     |
| Trie-Château                  | Villers-sur-Trie             | Commune nouvelle | Arrêté préfectoral du 29 septembre 2017 | 1er janvier 2018                     |
| Auneuil                       | Auneuil                      | Commune nouvelle | Arrêté préfectoral du 30 décembre 2016  | 1er janvier 2017                     |
| Auneuil                       | Troussures                   | Commune nouvelle | Arrêté préfectoral du 30 décembre 2016  | 1er janvier 2017                     |
| La Drenne                     | Le Déluge                    | Commune nouvelle | Arrêté préfectoral du 27 mai 2016       | 1er janvier 2017                     |
| La Drenne                     | La Neuville-d'Aumont         | Commune nouvelle | Arrêté préfectoral du 27 mai 2016       | 1er janvier 2017                     |
| La Drenne                     | Ressons-l'Abbaye             | Commune nouvelle | Arrêté préfectoral du 27 mai 2016       | 1er janvier 2017                     |
| Bornel                        | Anserville                   | Commune nouvelle | Arrêté préfectoral du 25 septembre 2015 | 1er janvier 2016                     |
| Bornel                        | Bornel                       | Commune nouvelle | Arrêté préfectoral du 25 septembre 2015 | 1er janvier 2016                     |
| Bornel                        | Fosseuse                     | Commune nouvelle | Arrêté préfectoral du 25 septembre 2015 | 1er janvier 2016                     |
| Saint-Crépin-Ibouvillers      | Montherlant                  | Commune nouvelle | Arrêté préfectoral du 30 septembre 2014 | 1er janvier 2015                     |
| Saint-Crépin-Ibouvillers      | Saint-Crépin-Ibouvillers     | Commune nouvelle | Arrêté préfectoral du 30 septembre 2014 | 1er janvier 2015                     |
| Ribécourt-Dreslincourt        | Dreslincourt                 | Commune associée | Arrêté préfectoral du 22 décembre 1972  | 1er janvier 1973                     |
| Ribécourt-Dreslincourt        | Ribécourt                    | Commune associée | Arrêté préfectoral du 22 décembre 1972  | 1er janvier 1973                     |
| Verderel-lès-Sauqueuse        | Sauqueuse-Saint-Lucien       | Commune associée | Arrêté préfectoral du 29 décembre 1972  | 1er janvier 1973                     |
| Verderel-lès-Sauqueuse        | Verderel                     | Commune associée | Arrêté préfectoral du 29 décembre 1972  | 1er janvier 1973                     |
| Maignelay-Montigny            | Maignelay                    | Fusion simple    | Arrêté préfectoral du 15 février 1971   | 1er mars 1971                        |
| Maignelay-Montigny            | Montigny                     | Fusion simple    | Arrêté préfectoral du 15 février 1971   | 1er mars 1971                        |
| Méru                          | Lardières                    | Fusion simple    | Arrêté préfectoral du 18 décembre 1963  | 1er janvier 1964                     |
| Méru                          | Méru                         | Fusion simple    | Arrêté préfectoral du 18 décembre 1963  | 1er janvier 1964                     |
| Catillon-Fumechon             | Catillon                     | Fusion simple    | Arrêté préfectoral du 1er juillet 1960  | 7 août 1960                          |
| Catillon-Fumechon             | Fumechon                     | Fusion simple    | Arrêté préfectoral du 1er juillet 1960  | 7 août 1960                          |
| Pont-Sainte-Maxence           | Pont-Sainte-Maxence          | Fusion simple    | Décret du 5 juillet 1951                | 9 juillet 1951                       |
| Pont-Sainte-Maxence           | Sarron                       | Fusion simple    | Décret du 5 juillet 1951                | 9 juillet 1951                       |
| Saint-Martin-Longueau         | Saint-Martin-Longueau        | Fusion simple    | Décret du 5 juillet 1951                | 9 juillet 1951                       |
| Saint-Martin-Longueau         | Sarron                       | Fusion simple    | Décret du 5 juillet 1951                | 9 juillet 1951                       |
| Beauvais                      | Beauvais                     | Fusion simple    | Décret du 6 février 1943                | 19 février 1943                      |
| Beauvais                      | Marissel                     | Fusion simple    | Décret du 6 février 1943                | 19 février 1943                      |
| Beauvais                      | Notre-Dame-du-Thil           | Fusion simple    | Décret du 6 février 1943                | 19 février 1943                      |
| Beauvais                      | Saint-Just-des-Marais        | Fusion simple    | Décret du 6 février 1943                | 19 février 1943                      |
| Beauvais                      | Voisinlieu                   | Fusion simple    | Décret du 6 février 1943                | 19 février 1943                      |
| Erquery                       | Erquery                      | Fusion simple    | Ordonnance du 25 janvier 1828,          | Ordonnance du 25 janvier 1828,       |
| Erquery                       | Saint-Aubin-sous-Erquery     | Fusion simple    | Ordonnance du 25 janvier 1828,          | Ordonnance du 25 janvier 1828,       |
| Genvry-Beaurains              | Beaurains                    | Fusion simple    | Ordonnance du 25 janvier 1828,          | Ordonnance du 25 janvier 1828,       |
| Genvry-Beaurains              | Genvry                       | Fusion simple    | Ordonnance du 25 janvier 1828,          | Ordonnance du 25 janvier 1828,       |
| Baugy                         | Baugy                        | Fusion simple    | Fusion effectuée en 1828                | Fusion effectuée en 1828             |
| Baugy                         | Braisnes                     | Fusion simple    | Fusion effectuée en 1828                | Fusion effectuée en 1828             |
| Bucamps                       | Bucamps                      | Fusion simple    | Fusion effectuée en 1828                | Fusion effectuée en 1828             |
| Bucamps                       | Fresneaux                    | Fusion simple    | Fusion effectuée en 1828                | Fusion effectuée en 1828             |
| Bussy                         | Bussy                        | Fusion simple    | Fusion effectuée en 1828                | Fusion effectuée en 1828             |
| Bussy                         | Sermaize                     | Fusion simple    | Fusion effectuée en 1828                | Fusion effectuée en 1828             |
| Catigny                       | Campagne                     | Fusion simple    | Fusion effectuée en 1828                | Fusion effectuée en 1828             |
| Catigny                       | Catigny                      | Fusion simple    | Fusion effectuée en 1828                | Fusion effectuée en 1828             |
| Le Coudray-la-Neuville        | Le Coudray-Belle-Gueule      | Fusion simple    | Fusion effectuée en 1828                | Fusion effectuée en 1828             |
| Le Coudray-la-Neuville        | La Neuville-d'Aumont         | Fusion simple    | Fusion effectuée en 1828                | Fusion effectuée en 1828             |
| Crépy-en-Valois               | Bouillant                    | Fusion simple    | Fusion effectuée en 1828                | Fusion effectuée en 1828             |
| Crépy-en-Valois               | Crépy-en-Valois              | Fusion simple    | Fusion effectuée en 1828                | Fusion effectuée en 1828             |
| Lannoy-Cuillère               | Frettencourt                 | Fusion simple    | Fusion effectuée en 1828                | Fusion effectuée en 1828             |
| Lannoy-Cuillère               | Lannoy-Cuillère              | Fusion simple    | Fusion effectuée en 1828                | Fusion effectuée en 1828             |
| Larbroye                      | Larbroye                     | Fusion simple    | Fusion effectuée en 1828                | Fusion effectuée en 1828             |
| Larbroye                      | Suzoy                        | Fusion simple    | Fusion effectuée en 1828                | Fusion effectuée en 1828             |
| Maimbeville                   | Maimbeville                  | Fusion simple    | Fusion effectuée en 1828                | Fusion effectuée en 1828             |
| Maimbeville                   | Fouilleuse                   | Fusion simple    | Fusion effectuée en 1828                | Fusion effectuée en 1828             |
| Ricquebourg                   | Ricquebourg                  | Fusion simple    | Fusion effectuée en 1828                | Fusion effectuée en 1828             |
| Ricquebourg                   | La Neuville-sur-Ressons      | Fusion simple    | Fusion effectuée en 1828                | Fusion effectuée en 1828             |
| Saint-Martin-Longueau         | Bazicourt                    | Fusion simple    | Fusion effectuée en 1828                | Fusion effectuée en 1828             |
| Saint-Martin-Longueau         | Saint-Martin-Longueau        | Fusion simple    | Fusion effectuée en 1828                | Fusion effectuée en 1828             |
| Saint-Remy-en-l'Eau           | Saint-Remy-en-l'Eau          | Fusion simple    | Fusion effectuée en 1828                | Fusion effectuée en 1828             |
| Saint-Remy-en-l'Eau           | Valescourt                   | Fusion simple    | Fusion effectuée en 1828                | Fusion effectuée en 1828             |
| Salency                       | Dominois                     | Fusion simple    | Fusion effectuée en 1828                | Fusion effectuée en 1828             |
| Salency                       | Salency                      | Fusion simple    | Fusion effectuée en 1828                | Fusion effectuée en 1828             |
| Bitry                         | Bitry                        | Fusion simple    | Fusion effectuée en 1827                | Fusion effectuée en 1827             |
| Bitry                         | Saint-Pierre-lès-Bitry       | Fusion simple    | Fusion effectuée en 1827                | Fusion effectuée en 1827             |
| Bouvresse-Boutavent           | Bouvresse-Boutavent          | Fusion simple    | Fusion effectuée en 1827                | Fusion effectuée en 1827             |
| Bouvresse-Boutavent           | Monceaux-l'Abbaye            | Fusion simple    | Fusion effectuée en 1827                | Fusion effectuée en 1827             |
| Clairoix                      | Clairoix                     | Fusion simple    | Fusion effectuée en 1827                | Fusion effectuée en 1827             |
| Clairoix                      | Janville                     | Fusion simple    | Fusion effectuée en 1827                | Fusion effectuée en 1827             |
| Le Déluge                     | Le Déluge                    | Fusion simple    | Fusion effectuée en 1827                | Fusion effectuée en 1827             |
| Le Déluge                     | Ressons                      | Fusion simple    | Fusion effectuée en 1827                | Fusion effectuée en 1827             |
| Fay                           | Fay                          | Fusion simple    | Fusion effectuée en 1827                | Fusion effectuée en 1827             |
| Fay                           | Loconville                   | Fusion simple    | Fusion effectuée en 1827                | Fusion effectuée en 1827             |
| Ferrières                     | Crèvecœur-le-Petit           | Fusion simple    | Fusion effectuée en 1827                | Fusion effectuée en 1827             |
| Ferrières                     | Ferrières                    | Fusion simple    | Fusion effectuée en 1827                | Fusion effectuée en 1827             |
| Jaulzy                        | Courtieux                    | Fusion simple    | Fusion effectuée en 1827                | Fusion effectuée en 1827             |
| Jaulzy                        | Jaulzy                       | Fusion simple    | Fusion effectuée en 1827                | Fusion effectuée en 1827             |
| Longueil-Sainte-Marie         | Rucourt                      | Fusion simple    | Fusion effectuée en 1827                | Fusion effectuée en 1827             |
| Longueil-Sainte-Marie         | Longueil-Sainte-Marie        | Fusion simple    | Fusion effectuée en 1827                | Fusion effectuée en 1827             |
| Le Mesnil-Saint-Firmin        | Le Mesnil-Saint-Firmin       | Fusion simple    | Fusion effectuée en 1827                | Fusion effectuée en 1827             |
| Le Mesnil-Saint-Firmin        | Sérévillers                  | Fusion simple    | Fusion effectuée en 1827                | Fusion effectuée en 1827             |
| Mortemer                      | Hainvillers                  | Fusion simple    | Fusion effectuée en 1827                | Fusion effectuée en 1827             |
| Mortemer                      | Mortemer                     | Fusion simple    | Fusion effectuée en 1827                | Fusion effectuée en 1827             |
| Néry                          | Néry                         | Fusion simple    | Fusion effectuée en 1827                | Fusion effectuée en 1827             |
| Néry                          | Vérines                      | Fusion simple    | Fusion effectuée en 1827                | Fusion effectuée en 1827             |
| Quesmy                        | Maucourt                     | Fusion simple    | Fusion effectuée en 1827                | Fusion effectuée en 1827             |
| Quesmy                        | Quesmy                       | Fusion simple    | Fusion effectuée en 1827                | Fusion effectuée en 1827             |
| Quincampoix                   | Gourchelles                  | Fusion simple    | Fusion effectuée en 1827                | Fusion effectuée en 1827             |
| Quincampoix                   | Quincampoix                  | Fusion simple    | Fusion effectuée en 1827                | Fusion effectuée en 1827             |
| Sacy-le-Grand                 | Labruyère                    | Fusion simple    | Fusion effectuée en 1827                | Fusion effectuée en 1827             |
| Sacy-le-Grand                 | Sacy-le-Grand                | Fusion simple    | Fusion effectuée en 1827                | Fusion effectuée en 1827             |
| Sommereux                     | Laverrière                   | Fusion simple    | Fusion effectuée en 1827                | Fusion effectuée en 1827             |
| Sommereux                     | Sommereux                    | Fusion simple    | Fusion effectuée en 1827                | Fusion effectuée en 1827             |
| Thibivillers                  | Thibivillers                 | Fusion simple    | Fusion effectuée en 1827                | Fusion effectuée en 1827             |
| Thibivillers                  | Jaméricourt                  | Fusion simple    | Fusion effectuée en 1827                | Fusion effectuée en 1827             |
| Vez                           | Éméville                     | Fusion simple    | Fusion effectuée en 1827                | Fusion effectuée en 1827             |
| Vez                           | Vez                          | Fusion simple    | Fusion effectuée en 1827                | Fusion effectuée en 1827             |
| Villers-Saint-Sépulcre        | Montreuil-sur-Thérain        | Fusion simple    | Ordonnance du 28 novembre 1827,         | Ordonnance du 28 novembre 1827,      |
| Villers-Saint-Sépulcre        | Villers-Saint-Sépulcre       | Fusion simple    | Ordonnance du 28 novembre 1827,         | Ordonnance du 28 novembre 1827,      |
| Avrigny                       | Avrigny                      | Fusion simple    | Fusion effectuée en 1826                | Fusion effectuée en 1826             |
| Avrigny                       | Blincourt                    | Fusion simple    | Fusion effectuée en 1826                | Fusion effectuée en 1826             |
| Avrigny                       | Choisy-la-Victoire           | Fusion simple    | Fusion effectuée en 1826                | Fusion effectuée en 1826             |
| Catillon-Fumechon             | Catillon                     | Fusion simple    | Fusion effectuée en 1826                | Fusion effectuée en 1826             |
| Catillon-Fumechon             | Fumechon                     | Fusion simple    | Fusion effectuée en 1826                | Fusion effectuée en 1826             |
| Chambors                      | Chambors                     | Fusion simple    | Fusion effectuée en 1826                | Fusion effectuée en 1826             |
| Chambors                      | Lattainville                 | Fusion simple    | Fusion effectuée en 1826                | Fusion effectuée en 1826             |
| Chèvreville                   | Chèvreville                  | Fusion simple    | Fusion effectuée en 1826                | Fusion effectuée en 1826             |
| Chèvreville                   | Sennevières                  | Fusion simple    | Fusion effectuée en 1826                | Fusion effectuée en 1826             |
| Cramoisy                      | Cramoisy                     | Fusion simple    | Fusion effectuée en 1826                | Fusion effectuée en 1826             |
| Cramoisy                      | Maysel                       | Fusion simple    | Fusion effectuée en 1826                | Fusion effectuée en 1826             |
| Croutoy                       | Couloisy                     | Fusion simple    | Fusion effectuée en 1826                | Fusion effectuée en 1826             |
| Croutoy                       | Croutoy                      | Fusion simple    | Fusion effectuée en 1826                | Fusion effectuée en 1826             |
| Énencourt-le-Sec              | Hardivillers                 | Fusion simple    | Fusion effectuée en 1826                | Fusion effectuée en 1826             |
| Énencourt-le-Sec              | Énencourt-le-Sec             | Fusion simple    | Fusion effectuée en 1826                | Fusion effectuée en 1826             |
| Froissy                       | Froissy                      | Fusion simple    | Fusion effectuée en 1826                | Fusion effectuée en 1826             |
| Froissy                       | Noirémont                    | Fusion simple    | Fusion effectuée en 1826                | Fusion effectuée en 1826             |
| Hémévillers                   | Hémévillers                  | Fusion simple    | Fusion effectuée en 1826                | Fusion effectuée en 1826             |
| Hémévillers                   | Montmartin                   | Fusion simple    | Fusion effectuée en 1826                | Fusion effectuée en 1826             |
| La Hérelle                    | La Hérelle                   | Fusion simple    | Fusion effectuée en 1826                | Fusion effectuée en 1826             |
| La Hérelle                    | Mory-Montcrux                | Fusion simple    | Fusion effectuée en 1826                | Fusion effectuée en 1826             |
| Lamécourt                     | Lamécourt                    | Fusion simple    | Ordonnance du 26 juillet 1826           | Ordonnance du 26 juillet 1826        |
| Lamécourt                     | Rémécourt                    | Fusion simple    | Ordonnance du 26 juillet 1826           | Ordonnance du 26 juillet 1826        |
| Lataule                       | Belloy                       | Fusion simple    | Ordonnance du 6 décembre 1826,          | Ordonnance du 6 décembre 1826,       |
| Lataule                       | Lataule                      | Fusion simple    | Ordonnance du 6 décembre 1826,          | Ordonnance du 6 décembre 1826,       |
| Lavilletertre                 | Lavilletertre                | Fusion simple    | Fusion effectuée en 1826                | Fusion effectuée en 1826             |
| Lavilletertre                 | Saint-Cyr-sur-Chars          | Fusion simple    | Fusion effectuée en 1826                | Fusion effectuée en 1826             |
| Longueil-sous-Thourotte       | Annel                        | Fusion simple    | Fusion effectuée en 1826                | Fusion effectuée en 1826             |
| Longueil-sous-Thourotte       | Longueil-sous-Thourotte      | Fusion simple    | Fusion effectuée en 1826                | Fusion effectuée en 1826             |
| Marissel                      | Marissel                     | Fusion simple    | Fusion effectuée en 1826                | Fusion effectuée en 1826             |
| Marissel                      | Bracheux                     | Fusion simple    | Fusion effectuée en 1826                | Fusion effectuée en 1826             |
| Martincourt                   | Martincourt                  | Fusion simple    | Fusion effectuée en 1826,               | Fusion effectuée en 1826,            |
| Martincourt                   | Vrocourt                     | Fusion simple    | Fusion effectuée en 1826,               | Fusion effectuée en 1826,            |
| Moliens                       | Moliens                      | Fusion simple    | Fusion effectuée en 1826                | Fusion effectuée en 1826             |
| Moliens                       | Neuville-lès-Moliens         | Fusion simple    | Fusion effectuée en 1826                | Fusion effectuée en 1826             |
| Montherlant-Pouilly           | Montherlant                  | Fusion simple    | Fusion effectuée en 1826                | Fusion effectuée en 1826             |
| Montherlant-Pouilly           | Pouilly                      | Fusion simple    | Fusion effectuée en 1826                | Fusion effectuée en 1826             |
| Neuville-Bosc                 | Chavençon                    | Fusion simple    | Fusion effectuée en 1826                | Fusion effectuée en 1826             |
| Neuville-Bosc                 | Neuville-Bosc                | Fusion simple    | Fusion effectuée en 1826                | Fusion effectuée en 1826             |
| Noroy                         | Cernoy                       | Fusion simple    | Fusion effectuée en 1826                | Fusion effectuée en 1826             |
| Noroy                         | Noroy                        | Fusion simple    | Fusion effectuée en 1826                | Fusion effectuée en 1826             |
| Saint-Arnoult                 | Colagnies                    | Fusion simple    | Fusion effectuée en 1826                | Fusion effectuée en 1826             |
| Saint-Arnoult                 | Saint-Arnoult                | Fusion simple    | Fusion effectuée en 1826                | Fusion effectuée en 1826             |
| Saint-Maur                    | Saint-Maur                   | Fusion simple    | Fusion effectuée en 1826                | Fusion effectuée en 1826             |
| Saint-Maur                    | Thieuloy-Saint-Antoine       | Fusion simple    | Fusion effectuée en 1826                | Fusion effectuée en 1826             |
| Saint-Quentin-des-Prés        | Hécourt                      | Fusion simple    | Fusion effectuée en 1826                | Fusion effectuée en 1826             |
| Saint-Quentin-des-Prés        | Mothois                      | Fusion simple    | Fusion effectuée en 1826                | Fusion effectuée en 1826             |
| Saint-Quentin-des-Prés        | Saint-Quentin-des-Prés       | Fusion simple    | Fusion effectuée en 1826                | Fusion effectuée en 1826             |
| Sarron                        | Les Ageux                    | Fusion simple    | Fusion effectuée en 1826                | Fusion effectuée en 1826             |
| Sarron                        | Le Plessis-Longueau          | Fusion simple    | Fusion effectuée en 1826                | Fusion effectuée en 1826             |
| Sarron                        | Sarron                       | Fusion simple    | Fusion effectuée en 1826                | Fusion effectuée en 1826             |
| Silly                         | Silly                        | Fusion simple    | Fusion effectuée en 1826                | Fusion effectuée en 1826             |
| Silly                         | Tillard                      | Fusion simple    | Fusion effectuée en 1826                | Fusion effectuée en 1826             |
| Verderonne                    | Verderonne                   | Fusion simple    | Fusion effectuée en 1826                | Fusion effectuée en 1826             |
| Verderonne                    | Rosoy                        | Fusion simple    | Fusion effectuée en 1826                | Fusion effectuée en 1826             |
| Versigny                      | Droiselles                   | Fusion simple    | Fusion effectuée en 1826                | Fusion effectuée en 1826             |
| Versigny                      | Versigny                     | Fusion simple    | Fusion effectuée en 1826                | Fusion effectuée en 1826             |
| Villers-Saint-Frambourg       | Villers-Saint-Frambourg      | Fusion simple    | Fusion effectuée en 1826                | Fusion effectuée en 1826             |
| Villers-Saint-Frambourg       | Ognon                        | Fusion simple    | Fusion effectuée en 1826                | Fusion effectuée en 1826             |
| Villers-sur-Auchy             | Auchy-en-Bray                | Fusion simple    | Fusion effectuée en 1826                | Fusion effectuée en 1826             |
| Villers-sur-Auchy             | Villers-sur-Auchy            | Fusion simple    | Fusion effectuée en 1826                | Fusion effectuée en 1826             |
| Bailleval                     | Bailleval                    | Fusion simple    | Fusion effectuée en 1825                | Fusion effectuée en 1825             |
| Bailleval                     | Béthencourt-Saint-Nicolas    | Fusion simple    | Fusion effectuée en 1825                | Fusion effectuée en 1825             |
| Betz                          | Antilly                      | Fusion simple    | Fusion effectuée en 1825                | Fusion effectuée en 1825             |
| Betz                          | Betz                         | Fusion simple    | Fusion effectuée en 1825                | Fusion effectuée en 1825             |
| Betz                          | Macquelines                  | Fusion simple    | Fusion effectuée en 1825                | Fusion effectuée en 1825             |
| Bonneuil-les-Eaux             | Bonneuil-les-Eaux            | Fusion simple    | Fusion effectuée en 1825,               | Fusion effectuée en 1825,            |
| Bonneuil-les-Eaux             | Gouy-les-Groseillers         | Fusion simple    | Fusion effectuée en 1825,               | Fusion effectuée en 1825,            |
| Cernoy                        | Cernoy                       | Fusion simple    | Fusion effectuée en 1825                | Fusion effectuée en 1825             |
| Cernoy                        | Trois-Étots                  | Fusion simple    | Fusion effectuée en 1825                | Fusion effectuée en 1825             |
| Chamant                       | Balagny-sur-Aunette          | Fusion simple    | Fusion effectuée en 1825                | Fusion effectuée en 1825             |
| Chamant                       | Chamant                      | Fusion simple    | Fusion effectuée en 1825                | Fusion effectuée en 1825             |
| Chiry-Ourscamp                | Chiry                        | Fusion simple    | Ordonnance du 31 mars 1825,             | Ordonnance du 31 mars 1825,          |
| Chiry-Ourscamp                | Ourscamps                    | Fusion simple    | Ordonnance du 31 mars 1825,             | Ordonnance du 31 mars 1825,          |
| Courcelles-lès-Gisors         | Beausseré                    | Fusion simple    | Fusion effectuée en 1825                | Fusion effectuée en 1825             |
| Courcelles-lès-Gisors         | Courcelles-lès-Gisors        | Fusion simple    | Fusion effectuée en 1825                | Fusion effectuée en 1825             |
| Cuignières                    | Erquinvillers                | Fusion simple    | Ordonnance du 5 octobre 1825,           | Ordonnance du 5 octobre 1825,        |
| Cuignières                    | Cuignières                   | Fusion simple    | Ordonnance du 5 octobre 1825,           | Ordonnance du 5 octobre 1825,        |
| Énencourt-Léage               | Énencourt-Léage              | Fusion simple    | Fusion effectuée en 1825                | Fusion effectuée en 1825             |
| Énencourt-Léage               | Villers-sur-Trie             | Fusion simple    | Fusion effectuée en 1825                | Fusion effectuée en 1825             |
| Feigneux                      | Feigneux                     | Fusion simple    | Fusion effectuée en 1825                | Fusion effectuée en 1825             |
| Feigneux                      | Morcourt                     | Fusion simple    | Fusion effectuée en 1825                | Fusion effectuée en 1825             |
| Fontaine-les-Corps-Nus        | Fontaine-les-Corps-Nus       | Fusion simple    | Fusion effectuée en 1825                | Fusion effectuée en 1825             |
| Fontaine-les-Corps-Nus        | Montlognon                   | Fusion simple    | Fusion effectuée en 1825                | Fusion effectuée en 1825             |
| Fresnoy-la-Rivière            | Fresnoy-la-Rivière           | Fusion simple    | Fusion effectuée en 1825                | Fusion effectuée en 1825             |
| Fresnoy-la-Rivière            | Pondron                      | Fusion simple    | Fusion effectuée en 1825                | Fusion effectuée en 1825             |
| Fresnoy-le-Luat               | Ducy                         | Fusion simple    | Fusion effectuée en 1825                | Fusion effectuée en 1825             |
| Fresnoy-le-Luat               | Fresnoy                      | Fusion simple    | Fusion effectuée en 1825                | Fusion effectuée en 1825             |
| Fresnoy-le-Luat               | Le Luat                      | Fusion simple    | Fusion effectuée en 1825                | Fusion effectuée en 1825             |
| Le Frestoy-Vaux               | Le Frestoy                   | Fusion simple    | Fusion effectuée en 1825                | Fusion effectuée en 1825             |
| Le Frestoy-Vaux               | Le Ployron                   | Fusion simple    | Fusion effectuée en 1825                | Fusion effectuée en 1825             |
| Le Frestoy-Vaux               | Le Tronquoy                  | Fusion simple    | Fusion effectuée en 1825                | Fusion effectuée en 1825             |
| Le Frestoy-Vaux               | Vaux                         | Fusion simple    | Fusion effectuée en 1825                | Fusion effectuée en 1825             |
| Gilocourt                     | Béthancourt                  | Fusion simple    | Fusion effectuée en 1825,               | Fusion effectuée en 1825,            |
| Gilocourt                     | Gilocourt                    | Fusion simple    | Fusion effectuée en 1825,               | Fusion effectuée en 1825,            |
| Grandvillers-aux-Bois         | Beaupuits                    | Fusion simple    | Fusion effectuée en 1825                | Fusion effectuée en 1825             |
| Grandvillers-aux-Bois         | Grandvillers-aux-Bois        | Fusion simple    | Fusion effectuée en 1825                | Fusion effectuée en 1825             |
| Hadancourt-le-Haut-Clocher    | Hadancourt-le-Haut-Clocher   | Fusion simple    | Fusion effectuée en 1825                | Fusion effectuée en 1825             |
| Hadancourt-le-Haut-Clocher    | Lèvemont                     | Fusion simple    | Fusion effectuée en 1825                | Fusion effectuée en 1825             |
| Ivry-le-Temple                | Ivry-le-Temple               | Fusion simple    | Fusion effectuée en 1825                | Fusion effectuée en 1825             |
| Ivry-le-Temple                | Monts                        | Fusion simple    | Fusion effectuée en 1825                | Fusion effectuée en 1825             |
| Lannoy-Cuillère               | Lannoy-Cuillère              | Fusion simple    | Fusion effectuée en 1825                | Fusion effectuée en 1825             |
| Lannoy-Cuillère               | Rothois (canton de Formerie) | Fusion simple    | Fusion effectuée en 1825                | Fusion effectuée en 1825             |
| Lamorlaye                     | Le Lys                       | Fusion simple    | Fusion effectuée en 1825                | Fusion effectuée en 1825             |
| Lamorlaye                     | Lamorlaye                    | Fusion simple    | Fusion effectuée en 1825                | Fusion effectuée en 1825             |
| Longueil-Sainte-Marie         | Bois-d'Ajeux                 | Fusion simple    | Fusion effectuée en 1825                | Fusion effectuée en 1825             |
| Longueil-Sainte-Marie         | Longueil-Sainte-Marie        | Fusion simple    | Fusion effectuée en 1825                | Fusion effectuée en 1825             |
| Mareuil-sur-Ourcq             | Fulaines                     | Fusion simple    | Fusion effectuée en 1825                | Fusion effectuée en 1825             |
| Mareuil-sur-Ourcq             | Mareuil-sur-Ourcq            | Fusion simple    | Fusion effectuée en 1825                | Fusion effectuée en 1825             |
| Morienval                     | Morienval                    | Fusion simple    | Ordonnance du 31 mars 1825,             | Ordonnance du 31 mars 1825,          |
| Morienval                     | Saint-Clément                | Fusion simple    | Ordonnance du 31 mars 1825,             | Ordonnance du 31 mars 1825,          |
| Neuilly-sous-Clermont         | Auvillers                    | Fusion simple    | Fusion effectuée en 1825                | Fusion effectuée en 1825             |
| Neuilly-sous-Clermont         | Neuilly-sous-Clermont        | Fusion simple    | Fusion effectuée en 1825                | Fusion effectuée en 1825             |
| Rantigny                      | Rantigny                     | Fusion simple    | Fusion effectuée en 1825                | Fusion effectuée en 1825             |
| Rantigny                      | Uny-Saint-Georges            | Fusion simple    | Fusion effectuée en 1825                | Fusion effectuée en 1825             |
| Rully                         | Bray                         | Fusion simple    | Fusion effectuée en 1825                | Fusion effectuée en 1825             |
| Rully                         | Rully                        | Fusion simple    | Fusion effectuée en 1825                | Fusion effectuée en 1825             |
| Saint-Félix                   | Hondainville                 | Fusion simple    | Fusion effectuée en 1825                | Fusion effectuée en 1825             |
| Saint-Félix                   | Saint-Félix                  | Fusion simple    | Fusion effectuée en 1825                | Fusion effectuée en 1825             |
| Sarcus                        | Élencourt                    | Fusion simple    | Fusion effectuée en 1825                | Fusion effectuée en 1825             |
| Sarcus                        | Sarcus                       | Fusion simple    | Fusion effectuée en 1825                | Fusion effectuée en 1825             |
| Sérifontaine                  | Droittecourt                 | Fusion simple    | Fusion effectuée en 1825                | Fusion effectuée en 1825             |
| Sérifontaine                  | Sérifontaine                 | Fusion simple    | Fusion effectuée en 1825                | Fusion effectuée en 1825             |
| Tartigny                      | Rouvroy-les-Merles           | Fusion simple    | Fusion effectuée en 1825                | Fusion effectuée en 1825             |
| Tartigny                      | Tartigny                     | Fusion simple    | Fusion effectuée en 1825                | Fusion effectuée en 1825             |
| Vaumoise                      | Bémont                       | Fusion simple    | Fusion effectuée en 1825                | Fusion effectuée en 1825             |
| Vaumoise                      | Russy-Montigny               | Fusion simple    | Fusion effectuée en 1825                | Fusion effectuée en 1825             |
| Vaumoise                      | Vaumoise                     | Fusion simple    | Fusion effectuée en 1825                | Fusion effectuée en 1825             |
| Villeneuve-sur-Verberie       | Noël-Saint-Martin            | Fusion simple    | Fusion effectuée en 1825                | Fusion effectuée en 1825             |
| Villeneuve-sur-Verberie       | Villeneuve-sur-Verberie      | Fusion simple    | Fusion effectuée en 1825                | Fusion effectuée en 1825             |
| Villeneuve-sur-Verberie       | Yvillers                     | Fusion simple    | Fusion effectuée en 1825                | Fusion effectuée en 1825             |
| Mortefontaine                 | Montmélian (Seine-et-Marne)  | Fusion simple    | Fusion effectuée entre 1795 et 1800     | Fusion effectuée entre 1795 et 1800  |
| Mortefontaine                 | Mortefontaine                | Fusion simple    | Fusion effectuée entre 1795 et 1800     | Fusion effectuée entre 1795 et 1800  |
| Saint-Just-en-Chaussée        | La Rue-Prévost               | Fusion simple    | Fusion effectuée en 1793                | Fusion effectuée en 1793             |
| Saint-Just-en-Chaussée        | Saint-Just-en-Chaussée       | Fusion simple    | Fusion effectuée en 1793                | Fusion effectuée en 1793             |
| Chaumont                      | Chaumont                     | Fusion simple    | Fusion effectuée en 1791                | Fusion effectuée en 1791             |
| Chaumont                      | Laillerie                    | Fusion simple    | Fusion effectuée en 1791                | Fusion effectuée en 1791             |
| Chaumont                      | Saint-Brice                  | Fusion simple    | Fusion effectuée en 1791                | Fusion effectuée en 1791             |
| Morienval                     | Morienval                    | Fusion simple    | Fusion effectuée en 1791                | Fusion effectuée en 1791             |
| Morienval                     | Saint-Clément                | Fusion simple    | Fusion effectuée en 1791                | Fusion effectuée en 1791             |
| Romescamps                    | Abancourt                    | Fusion simple    | Fusion effectuée en 1791                | Fusion effectuée en 1791             |
| Romescamps                    | Romescamps                   | Fusion simple    | Fusion effectuée en 1791                | Fusion effectuée en 1791             |
| Boubiers                      | Boubiers                     | Fusion simple    | Fusion effectuée en 1790                | Fusion effectuée en 1790             |
| Boubiers                      | Le Fayel                     | Fusion simple    | Fusion effectuée en 1790                | Fusion effectuée en 1790             |
| Cormeilles                    | Cormeilles                   | Fusion simple    | Fusion effectuée entre 1790 et 1794     | Fusion effectuée entre 1790 et 1794  |
| Cormeilles                    | Le Crocq                     | Fusion simple    | Fusion effectuée entre 1790 et 1794     | Fusion effectuée entre 1790 et 1794  |
| Conchy-les-Pots               | Chaumont                     | Fusion simple    | Fusion effectuée entre 1790 et 1794     | Fusion effectuée entre 1790 et 1794  |
| Conchy-les-Pots               | Le Plessier-Saint-Nicaise    | Fusion simple    | Fusion effectuée entre 1790 et 1794     | Fusion effectuée entre 1790 et 1794  |
| Vineuil-Saint-Firmin          | Saint-Firmin                 | Fusion simple    | Fusion effectuée entre 1790 et 1794,    | Fusion effectuée entre 1790 et 1794, |
| Vineuil-Saint-Firmin          | Vineuil                      | Fusion simple    | Fusion effectuée entre 1790 et 1794,    | Fusion effectuée entre 1790 et 1794, |

### Création, rétablissement et suppression
| Nom                      | Commune affectée         | Mode de création            | Décision                                    | Date d’effet                                |
| ------------------------ | ------------------------ | --------------------------- | ------------------------------------------- | ------------------------------------------- |
| Beaumont-les-Nonains     | Les Hauts-Talican        | Rétablissement              | Arrêté préfectoral du 26 juillet 2023       | 1er janvier 2024                            |
| Aux Marais               | Saint-Martin-le-Nœud     | Démembrement                | Arrêté préfectoral du 9 janvier 1954,       | 15 janvier 1954                             |
| Voisinlieu               | Allonne                  | Démembrement                | Loi du 19 juillet 1930                      | 26 juillet 1930                             |
| Bacouël                  | Chepoix                  | Démembrement                | Loi du 19 juin 1867                         | Loi du 19 juin 1867                         |
| La Neuville-Vault        | Milly                    | Démembrement                | Ordonnance du 25 juin 1843                  | Ordonnance du 25 juin 1843                  |
| Herchies                 | Fouquenies               | Démembrement                | Ordonnance du 27 février 1839               | Ordonnance du 27 février 1839               |
| Belloy                   | Lataule                  | Rétablissement              | Ordonnance du 26 avril 1835                 | Ordonnance du 26 avril 1835                 |
| Béthancourt              | Gilocourt                | Rétablissement              | Ordonnance du 26 avril 1835                 | Ordonnance du 26 avril 1835                 |
| Erquinvillers            | Cuignières               | Rétablissement              | Ordonnance du 26 avril 1835                 | Ordonnance du 26 avril 1835                 |
| Gouy-les-Groseillers     | Bonneuil-les-Eaux        | Rétablissement              | Ordonnance du 26 avril 1835                 | Ordonnance du 26 avril 1835                 |
| Lhéraule                 | Haucourt                 | Démembrement                | Ordonnance du 26 avril 1835                 | Ordonnance du 26 avril 1835                 |
| Montreuil-sur-Thérain    | Villers-Saint-Sépulcre   | Rétablissement              | Ordonnance du 26 avril 1835                 | Ordonnance du 26 avril 1835                 |
| Le Mont-Saint-Adrien     | Saint-Paul               | Démembrement                | Ordonnance du 26 avril 1835                 | Ordonnance du 26 avril 1835                 |
| Novillers                | Sainte-Geneviève         | Démembrement                | Ordonnance du 26 avril 1835                 | Ordonnance du 26 avril 1835                 |
| Rémécourt                | Lamécourt                | Démembrement                | Ordonnance du 26 avril 1835                 | Ordonnance du 26 avril 1835                 |
| Trie-Château             | Trie-sur-Troësne         | Démembrement et suppression | Ordonnance du 26 avril 1835                 | Ordonnance du 26 avril 1835                 |
| Trie-la-Ville            | Trie-sur-Troësne         | Démembrement et suppression | Ordonnance du 26 avril 1835                 | Ordonnance du 26 avril 1835                 |
| Bazicourt                | Saint-Martin-Longueau    | Rétablissement              | Ordonnance du 4 février 1834                | Ordonnance du 4 février 1834                |
| Fouilleuse               | Maimbeville              | Rétablissement              | Ordonnance du 4 février 1834                | Ordonnance du 4 février 1834                |
| La Neuville-Saint-Pierre | Reuil-sur-Brêche         | Démembrement                | Ordonnance du 4 février 1834                | Ordonnance du 4 février 1834                |
| Catillon                 | Catillon-Fumechon        | Démembrement et suppression | Ordonnance du 8 janvier 1834                | Ordonnance du 8 janvier 1834                |
| Fumechon                 | Catillon-Fumechon        | Démembrement et suppression | Ordonnance du 8 janvier 1834                | Ordonnance du 8 janvier 1834                |
| Les Ageux                | Sarron                   | Rétablissement              | Ordonnance du 15 septembre 1833,            | Ordonnance du 15 septembre 1833,            |
| Antilly                  | Betz                     | Rétablissement              | Ordonnance du 15 septembre 1833             | Ordonnance du 15 septembre 1833             |
| Cernoy                   | Noroy                    | Rétablissement              | Ordonnance du 15 septembre 1833             | Ordonnance du 15 septembre 1833             |
| Chavençon                | Neuville-Bosc            | Rétablissement              | Ordonnance du 15 septembre 1833             | Ordonnance du 15 septembre 1833             |
| Le Coudray-Belle-Gueule  | Le Coudray-la-Neuville   | Démembrement et suppression | 1833                                        | 1833                                        |
| La Neuville-d'Aumont     | Le Coudray-la-Neuville   | Démembrement et suppression | 1833                                        | 1833                                        |
| Éméville                 | Vez                      | Rétablissement              | Ordonnance du 15 septembre 1833             | Ordonnance du 15 septembre 1833             |
| Giraumont                | Coudun                   | Démembrement                | Ordonnance du 15 septembre 1833             | Ordonnance du 15 septembre 1833             |
| Gourchelles              | Quincampoix              | Rétablissement              | Ordonnance du 15 septembre 1833             | Ordonnance du 15 septembre 1833             |
| Hainvillers              | Mortemer                 | Rétablissement              | Ordonnance du 15 septembre 1833             | Ordonnance du 15 septembre 1833             |
| Hardivillers             | Énencourt-le-Sec         | Rétablissement              | Ordonnance du 15 septembre 1833             | Ordonnance du 15 septembre 1833             |
| Hécourt                  | Saint-Quentin-des-Prés   | Rétablissement              | 1833                                        | 1833                                        |
| Jaméricourt              | Thibivillers             | Rétablissement              | 1833                                        | 1833                                        |
| Labruyère                | Sacy-le-Grand            | Rétablissement              | Ordonnance du 15 septembre 1833             | Ordonnance du 15 septembre 1833             |
| Laverrière               | Sommereux                | Rétablissement              | Ordonnance du 15 septembre 1833             | Ordonnance du 15 septembre 1833             |
| Loconville               | Fay                      | Rétablissement              | 1833                                        | 1833                                        |
| Montlognon               | Fontaine-les-Corps-Nus   | Rétablissement              | Ordonnance du 15 septembre 1833             | Ordonnance du 15 septembre 1833             |
| Monts                    | Ivry-le-Temple           | Rétablissement              | 1833                                        | 1833                                        |
| Mory-Montcrux            | La Hérelle               | Rétablissement              | Ordonnance du 15 septembre 1833             | Ordonnance du 15 septembre 1833             |
| La Neuville-sur-Ressons  | Ricquebourg              | Rétablissement              | 1833                                        | 1833                                        |
| Noirémont                | Froissy                  | Rétablissement              | Ordonnance du 15 septembre 1833             | Ordonnance du 15 septembre 1833             |
| Ressons                  | Le Déluge                | Rétablissement              | 1833                                        | 1833                                        |
| Saint-Aubin-sous-Erquery | Erquery                  | Rétablissement              | Ordonnance du 15 septembre 1833             | Ordonnance du 15 septembre 1833             |
| Saint-Pierre-lès-Bitry   | Bitry                    | Rétablissement              | 1833                                        | 1833                                        |
| Sérévillers              | Le Mesnil-Saint-Firmin   | Rétablissement              | 1833                                        | 1833                                        |
| Tartigny                 | Rouvroy-les-Merles       | Rétablissement              | Ordonnance du 15 septembre 1833             | Ordonnance du 15 septembre 1833             |
| Troussures               | Villers-Saint-Barthélemy | Démembrement                | Ordonnance du 15 septembre 1833             | Ordonnance du 15 septembre 1833             |
| Vrocourt                 | Martincourt              | Rétablissement              | Ordonnance du 15 septembre 1833             | Ordonnance du 15 septembre 1833             |
| Beaurains                | Genvry                   | Rétablissement              | Ordonnance de 1832                          | Ordonnance de 1832                          |
| Blincourt                | Avrigny                  | Rétablissement              | Ordonnance de 1832,                         | Ordonnance de 1832,                         |
| Choisy-la-Victoire       | Avrigny                  | Rétablissement              | Ordonnance de 1832,                         | Ordonnance de 1832,                         |
| Campagne                 | Catigny                  | Rétablissement              | Ordonnance de 1832                          | Ordonnance de 1832                          |
| Couloisy                 | Croutoy                  | Rétablissement              | Ordonnance de 1832                          | Ordonnance de 1832                          |
| Courtieux                | Jaulzy                   | Rétablissement              | Ordonnance de 1832                          | Ordonnance de 1832                          |
| Crèvecœur-le-Petit       | Ferrières                | Rétablissement              | Ordonnance de 1832                          | Ordonnance de 1832                          |
| Le Crocq                 | Cormeilles               | Rétablissement              | Ordonnance de 1832                          | Ordonnance de 1832                          |
| Élencourt                | Sarcus                   | Rétablissement              | Ordonnance de 1832                          | Ordonnance de 1832                          |
| Grez                     | Le Hamel                 | Démembrement                | Ordonnance de 1832                          | Ordonnance de 1832                          |
| Hondainville             | Saint-Félix              | Rétablissement              | Ordonnance de 1832                          | Ordonnance de 1832                          |
| Janville                 | Clairoix                 | Rétablissement              | Ordonnance de 1832                          | Ordonnance de 1832                          |
| Lattainville             | Chambors                 | Rétablissement              | Ordonnance de 1832                          | Ordonnance de 1832                          |
| Maucourt                 | Quesmy                   | Rétablissement              | Ordonnance de 1832                          | Ordonnance de 1832                          |
| Maysel                   | Cramoisy                 | Rétablissement              | Ordonnance de 1832                          | Ordonnance de 1832                          |
| Monceaux-l'Abbaye        | Bouvresse-Boutavent      | Rétablissement              | 1832                                        | 1832                                        |
| Montmartin               | Hémévillers              | Rétablissement              | Ordonnance de 1832                          | Ordonnance de 1832                          |
| Ognon                    | Villers-Saint-Frambourg  | Rétablissement              | 1832                                        | 1832                                        |
| Le Ployron               | Le Frétoy                | Rétablissement              | 1832                                        | 1832                                        |
| Pouilly                  | Montherlant              | Rétablissement              | Ordonnance de 1832                          | Ordonnance de 1832                          |
| Rosoy                    | Verderonne               | Rétablissement              | 1832                                        | 1832                                        |
| Russy-Bémont             | Vaumoise                 | Rétablissement              | Ordonnance de 1832                          | Ordonnance de 1832                          |
| Sermaize                 | Bussy                    | Rétablissement              | 1832                                        | 1832                                        |
| Suzoy                    | Larbroye                 | Rétablissement              | 1832                                        | 1832                                        |
| Thieuloy-Saint-Antoine   | Saint-Maur               | Rétablissement              | Ordonnance de 1832                          | Ordonnance de 1832                          |
| Valescourt               | Saint-Remy-en-l'Eau      | Rétablissement              | Ordonnance de 1832                          | Ordonnance de 1832                          |
| Villers-sur-Trie         | Énencourt-Léage          | Rétablissement              | Ordonnance de 1832                          | Ordonnance de 1832                          |
| Braisnes                 | Baugy                    | Rétablissement              | 1831                                        | 1831                                        |
| Abancourt                | Romescamps               | Rétablissement              | Ordonnance du 3 septembre 1823              | Ordonnance du 3 septembre 1823              |
| Abancourt                | Blargies                 | Rétablissement              | Ordonnance du 3 septembre 1823              | Ordonnance du 3 septembre 1823              |
| Saint-Clément            | Morienval                | Rétablissement              | Rétablissement lors de l'an VII (1798-1799) | Rétablissement lors de l'an VII (1798-1799) |
| Valescourt               | Saint-Remy-en-l'Eau      | Démembrement                | Démembrement en 1791                        | Démembrement en 1791                        |

### Modification du nom officiel
| Nom                       | Ancien nom              | Décision                    | Date d’effet                |
| ------------------------- | ----------------------- | --------------------------- | --------------------------- |
| Braisnes-sur-Aronde       | Braisnes                | Décret du 1er août 2012     |                             |
| La Neuville-Roy           | Laneuvilleroy           | Décret du 26 août 2004      | 30 août 2004                |
| Oursel-Maison             | Ourcel-Maison           | Décret du 26 août 2004      | 30 août 2004                |
| Chiry-Ourscamp            | Chiry-Ourscamps         | Décret du 21 décembre 1999  | 29 décembre 1999            |
| Ressons-l'Abbaye          | Ressons                 | Décret du 8 juin 1994       | 13 juin 1994                |
| Rouvres-en-Multien        | Rouvres                 | Décret du 26 mars 1993      | 1er avril 1993              |
| Blaincourt-lès-Précy      | Blaincourt              | Décret du 5 août 1992       | 14 août 1992                |
| Aumont-en-Halatte         | Aumont                  | Décret du 10 mars 1981      | 13 mars 1981                |
| Fay-les-Étangs            | Fay                     | Décret du 5 janvier 1965    | 10 janvier 1965             |
| Chaumont-en-Vexin         | Chaumont                | Décret du 27 février 1961   | 5 mars 1961                 |
| Marest-sur-Matz           | Marest                  | Décret du 27 février 1961   | 5 mars 1961                 |
| Saint-Germer-de-Fly       | Saint-Germer            | Décret du 27 février 1961   | 5 mars 1961                 |
| Saint-Samson-la-Poterie   | Saint-Samson            | Décret du 27 février 1961   | 5 mars 1961                 |
| Verneuil-en-Halatte       | Verneuil                | Décret du 27 juillet 1956   | 2 août 1956                 |
| Escles-Saint-Pierre       | Escles                  | Décret du 15 juin 1954      | 21 juin 1954                |
| Pierrefitte-en-Beauvaisis | Pierrefitte             | Décret du 22 août 1950      | 28 août 1950                |
| Héricourt-sur-Thérain     | Héricourt-Saint-Samson  | Décret du 27 novembre 1946  | 11 décembre 1946            |
| Saint-Étienne-Roilaye     | Saint-Étienne           | Décret du 19 août 1937      | 20 septembre 1937           |
| Beaurains-lès-Noyon       | Beaurains               | Décret du 19 août 1937      | 20 septembre 1937           |
| Cambronne-lès-Ribécourt   | Cambronne               | Décret du 11 août 1937      | 20 septembre 1937           |
| Laboissière-en-Thelle     | Laboissière             | Décret du 19 décembre 1936  | 23 janvier 1937             |
| Thiers-sur-Thève          | Thiers                  | Décret du 13 décembre 1936  | 25 décembre 1936            |
| Berneuil-en-Bray          | Berneuil                | Décret du 3 décembre 1936   | 25 décembre 1936            |
| Éragny-sur-Epte           | Éragny                  | Décret du 3 décembre 1936   | 25 décembre 1936            |
| Ver-sur-Launette          | Ver                     | Décret du 27 décembre 1935  | 13 janvier 1936             |
| Méry-la-Bataille          | Méry                    | Décret du 3 novembre 1932   | 21 novembre 1932            |
| Boran-sur-Oise            | Boran                   | Décret du 17 février 1931   |                             |
| Villeneuve-les-Sablons    | Villeneuve-le-Roi       | Décret du 25 février 1930   | 14 mars 1930                |
| Coye-la-Forêt             | Coye                    | Décret du 21 janvier 1930   |                             |
| Quincampoix-Fleuzy        | Quincampoix             | Décret du 2 mars 1929       | 21 mars 1929                |
| Silly-Tillard             | Silly                   | Décret du 22 novembre 1925  |                             |
| Beaugies-sous-Bois        | Beaugies                | Décret du 31 janvier 1923   |                             |
| Le Coudray-sur-Thelle     | Le Coudray-Belle-Gueule | Décret du 12 janvier 1922   | 1er février 1922            |
| Bonneuil-les-Eaux         | Bonneuil                | Décret du 3 août 1921       | 13 août 1921                |
| Pontoise-lès-Noyon        | Pontoise                | Décret du 3 août 1921       | 13 août 1921                |
| Béthancourt-en-Valois     | Béthancourt             | Décret du 3 août 1921       | 13 août 1921                |
| Fontaine-Chaalis          | Fontaine-les-Corps-Nus  | Décret du 27 mai 1921       | 23 juin 1921                |
| Le Frestoy-Vaux           | Le Frestoy              | Décret du 12 juillet 1914   | 24 juillet 1914             |
| Avilly-Saint-Léonard      | Saint-Léonard           | Décret du 12 mars 1914      | 21 mars 1914                |
| Le Mesnil-en-Thelle       | Le Mesnil-Saint-Denis   | Décret du 1er mars 1911     | 9 mars 1911                 |
| Boury-en-Vexin            | Boury                   | Décret du 21 juillet 1909   | 28 juillet 1909             |
| Vineuil-Saint-Firmin      | Saint-Firmin            | Décret du 7 mai 1909        |                             |
| Marseille-en-Beauvaisis   | Marseille               | Décret du 20 août 1908      | 30 août 1908                |
| Mortefontaine-en-Thelle   | Mortefontaine           | Décret du 28 janvier 1908   | 7 février 1908              |
| Nogent-sur-Oise           | Nogent-les-Vierges      | Décret du 27 septembre 1906 | 5 octobre 1906              |
| Longueil-Annel            | Longueil-sous-Thourotte | Décret du 3 décembre 1903   | 11 décembre 1903            |
| Croissy-sur-Celle         | Croissy                 | Décret du 29 octobre 1899   | 2 novembre 1899             |
| Milly-sur-Thérain         | Milly                   | Décret du 18 août 1899      | 26 août 1899                |
| Montagny-en-Vexin         | Montagny                | Décret du 18 septembre 1897 | Décret du 18 septembre 1897 |
| Crèvecœur-le-Grand        | Crèvecœur               | Décret du 4 janvier 1889    | Décret du 4 janvier 1889    |
| Hardivillers-en-Vexin     | Hardivillers            | Décret du 26 décembre 1881  | Décret du 26 décembre 1881  |
| Frétoy-le-Château         | Frétoy                  | Décret du 6 décembre 1863   | Décret du 6 décembre 1863   |
| Monneville                | Marquemont              | Décret du 7 mars 1860       | Décret du 7 mars 1860       |

## Statuts particuliers

### Communes associées
Lorsque la ligne du tableau prend la couleur rose dragée, cela signifie que la commune n’a plus actuellement le statut de commune associée, à la suite d'une fusion ou d'une défusion.
| Nom de la commune      | Code INSEE | Fusion-association                     | Fusion-association | Fusion-association | Fusion-association                       | Transformation de l'association en fusion simple | Transformation de l'association en fusion simple |
| Nom de la commune      | Code INSEE | date de la décision                    | date d'effet       | commune absorbante | nom de la commune résultant de la fusion | date de la décision                              | date d'effet                                     |
| ---------------------- | ---------- | -------------------------------------- | ------------------ | ------------------ | ---------------------------------------- | ------------------------------------------------ | ------------------------------------------------ |
| Dreslincourt           | 60202      | Arrêté préfectoral du 22 décembre 1972 | 1er janvier 1973   | Ribécourt          | Ribécourt-Dreslincourt                   | Arrêté préfectoral du 30 décembre 2008           | 1er janvier 2009                                 |
| Sauqueuse-Saint-Lucien | 60607      | Arrêté préfectoral du 29 décembre 1972 | 1er janvier 1973   | Verderel           | Verderel-lès-Sauqueuse                   | Arrêté préfectoral du 30 mars 2015               | 1er avril 2015                                   |

### Communes déléguées
Liste des communes ayant, ou ayant eu (en italique), à la suite d'une fusion, le statut de commune déléguée (le chef-lieu est marqué d'un astérisque) dans une commune nouvelle.
| Nom de la commune         | Code INSEE | Fusion                                  | Fusion           | Fusion                                   | Fin du régime de communes déléguées | Fin du régime de communes déléguées   | Fin du régime de communes déléguées |
| Nom de la commune         | Code INSEE | Décision                                | Date d'effet     | Nom de la commune résultant de la fusion |                                     | Décision                              | Date d'effet                        |
| ------------------------- | ---------- | --------------------------------------- | ---------------- | ---------------------------------------- | ----------------------------------- | ------------------------------------- | ----------------------------------- |
| Bachivillers              | 60038      | Arrêté préfectoral du 26 décembre 2018  | 1er janvier 2019 | Montchevreuil                            |                                     |                                       |                                     |
| Fresneaux-Montchevreuil*  | 60256      | Arrêté préfectoral du 26 décembre 2018  | 1er janvier 2019 | Montchevreuil                            |                                     |                                       |                                     |
| Boissy-le-Bois            | 60080      | Arrêté préfectoral du 28 septembre 2018 | 1er janvier 2019 | La Corne-en-Vexin                        |                                     |                                       |                                     |
| Énencourt-le-Sec*         | 60209      | Arrêté préfectoral du 28 septembre 2018 | 1er janvier 2019 | La Corne-en-Vexin                        |                                     |                                       |                                     |
| Hardivillers-en-Vexin     | 60300      | Arrêté préfectoral du 28 septembre 2018 | 1er janvier 2019 | La Corne-en-Vexin                        |                                     |                                       |                                     |
| Boutavent                 | 60096      | Arrêté préfectoral du 28 septembre 2018 | 1er janvier 2019 | Formerie                                 |                                     |                                       |                                     |
| Formerie*                 | 60245      | Arrêté préfectoral du 28 septembre 2018 | 1er janvier 2019 | Formerie                                 |                                     |                                       |                                     |
| Beaumont-les-Nonains      | 60054      | Arrêté préfectoral du 28 septembre 2018 | 1er janvier 2019 | Les Hauts-Talican                        | Défusion de Beaumont-les-Nonains    | Arrêté préfectoral du 26 juillet 2023 | 1er janvier 2024                    |
| La Neuville-Garnier       | 60455      | Arrêté préfectoral du 28 septembre 2018 | 1er janvier 2019 | Les Hauts-Talican                        |                                     |                                       |                                     |
| Villotran*                | 60694      | Arrêté préfectoral du 28 septembre 2018 | 1er janvier 2019 | Les Hauts-Talican                        |                                     |                                       |                                     |
| Ognon                     | 60475      | Arrêté préfectoral du 28 septembre 2018 | 1er janvier 2019 | Villers-Saint-Frambourg-Ognon            | Suppression des communes déléguées  | Arrêté municipal du 12 mars 2020      | 12 mars 2020                        |
| Villers-Saint-Frambourg*  | 60682      | Arrêté préfectoral du 28 septembre 2018 | 1er janvier 2019 | Villers-Saint-Frambourg-Ognon            | Suppression des communes déléguées  | Arrêté municipal du 12 mars 2020      | 12 mars 2020                        |
| Trie-Château*             | 60644      | Arrêté préfectoral du 29 septembre 2017 | 1er janvier 2018 | Trie-Château                             | Suppression des communes déléguées  | Arrêté municipal du 13 février 2020   | 15 mars 2020                        |
| Villers-sur-Trie          | 60690      | Arrêté préfectoral du 29 septembre 2017 | 1er janvier 2018 | Trie-Château                             | Suppression des communes déléguées  | Arrêté municipal du 13 février 2020   | 15 mars 2020                        |
| Auneuil*                  | 60029      | Arrêté préfectoral du 30 décembre 2016  | 1er janvier 2017 | Auneuil                                  | Suppression des communes déléguées  |                                       | 1er janvier 2020                    |
| Troussures                | 60649      | Arrêté préfectoral du 30 décembre 2016  | 1er janvier 2017 | Auneuil                                  | Suppression des communes déléguées  |                                       | 1er janvier 2020                    |
| Le Déluge*                | 60196      | Arrêté préfectoral du 27 mai 2016       | 1er janvier 2017 | La Drenne                                |                                     |                                       |                                     |
| La Neuville-d'Aumont      | 60453      | Arrêté préfectoral du 27 mai 2016       | 1er janvier 2017 | La Drenne                                |                                     |                                       |                                     |
| Ressons-l'Abbaye          | 60532      | Arrêté préfectoral du 27 mai 2016       | 1er janvier 2017 | La Drenne                                |                                     |                                       |                                     |
| Anserville                | 60018      | Arrêté préfectoral du 25 septembre 2015 | 1er janvier 2016 | Bornel                                   | Suppression des communes déléguées  | Arrêté municipal du 3 juin 2021       | 1er janvier 2022                    |
| Bornel                    | 60088      | Arrêté préfectoral du 25 septembre 2015 | 1er janvier 2016 | Bornel                                   | Suppression des communes déléguées  | Arrêté municipal du 3 juin 2021       | 1er janvier 2022                    |
| Fosseuse                  | 60246      | Arrêté préfectoral du 25 septembre 2015 | 1er janvier 2016 | Bornel                                   | Suppression des communes déléguées  | Arrêté municipal du 3 juin 2021       | 1er janvier 2022                    |
| Montherlant               | 60417      | Arrêté préfectoral du 30 septembre 2014 | 1er janvier 2015 | Saint-Crépin-Ibouvillers                 |                                     |                                       |                                     |
| Saint-Crépin-Ibouvillers* | 60570      | Arrêté préfectoral du 30 septembre 2014 | 1er janvier 2015 | Saint-Crépin-Ibouvillers                 |                                     |                                       |                                     |

## Modifications de limites communales
Le plus souvent, les modifications des limites communales décidées par arrêtés préfectoraux ne sont pas répertoriées dans le Journal officiel, ni dans le Bulletin officiel
| La commune de...                                              | ...cède du territoire à la commune de...                      | Précisions                                                                                                 | Date (et nature) de la décision                    |
| ------------------------------------------------------------- | ------------------------------------------------------------- | --- | -------------------------------------------------- |
| Beauvais                                                      | Tillé                                                         | Superficie de 34 ha 41 a 10 ca                                                                             | 26 février 1997 (Décret)                           |
| Tillé                                                         | Beauvais                                                      | Superficie de 28 ha 60 a 71 ca                                                                             | 26 février 1997 (Décret)                           |
| Margny-lès-Compiègne                                          | Venette                                                       | Superficie de 1 ha 51 a 66 ca                                                                              | 9 septembre 1996 (Décret)                          |
| Venette                                                       | Margny-lès-Compiègne                                          | Superficie de 2 ha 42 a 11 ca                                                                              | 9 septembre 1996 (Décret)                          |
| Moyvillers                                                    | Estrées-Saint-Denis                                           | 3 habitants                                                                                                | 26 mai 1994 (Arrêté) 29 février 1996 (Arrêté)      |
| Sacy-le-Grand                                                 | Saint-Martin-Longueau                                         | 17 habitants                                                                                               | 31 juillet 1992 (Arrêté)                           |
| Breuil-le-Vert                                                | Neuilly-sous-Clermont                                         | Superficie de 9 a 2 ca                                                                                     | 18 octobre 1989 (Décret)                           |
| Saint-Vaast-lès-Mello                                         | Cramoisy                                                      | 3 habitants                                                                                                | 8 août 1986 (Arrêté)                               |
| Saint-Maximin                                                 | Creil                                                         | Superficie de 66 ha 20 a 49 ca                                                                             | 28 mars 1979 (Décret)                              |
| Boissy-Fresnoy                                                | Levignen                                                      | 19 habitants Superficie de 2 ha 84 a 1 ca                                                                  | 8 octobre 1976 (Décret)                            |
| Troissereux                                                   | Beauvais                                                      | 82 habitants                                                                                               | 7 avril 1971 (Décret)                              |
| Villers-Saint-Sépulcre                                        | Montreuil-sur-Thérain                                         | 25 habitants                                                                                               | 24 octobre 1967 (Arrêté)                           |
| Bailleval                                                     | Labruyère                                                     | Lieu-dit La Montagne 3 habitants Superficie de 1 ha 59 a                                                   | 29 juin 1960 (Arrêté)                              |
| Thiers-sur-Thève                                              | Pontarmé                                                      | Lieu-dit Le Bois-Bourdon Superficie de 1 ha 27 a 95 ca                                                     | 29 décembre 1959 (Arrêté) 14 janvier 1960 (Arrêté) |
| Pontarmé                                                      | Thiers-sur-Thève                                              | Lieu-dit Le Haut du Pastillon Superficie de 1 ha 27 a 95 ca                                                | 29 décembre 1959 (Arrêté) 14 janvier 1960 (Arrêté) |
| Amblainville                                                  | Esches                                                        | Section de Vignoru 16 habitants                                                                            | 2 mars 1959 (Arrêté)                               |
| Agnetz                                                        | Clermont                                                      | Quartiers de l'Equipée, rue Henri Barbusse, la Croix-Saint-Laurent et Fay 354 habitants                    | 19 février 1959 (Décret)                           |
| Breuil-le-Vert                                                | Clermont                                                      | Quartiers du bas de la rue de Paris, la rue des Meuniers, le Chemin Blanc et Entre deux Eaux 115 habitants | 19 février 1959 (Décret)                           |
| Fitz-James                                                    | Clermont                                                      | Une partie de Pont-de-Pierre : l'emplacement de l'usine des eaux et du nouvel abattoir 9 habitants         | 19 février 1959 (Décret)                           |
| Martincourt                                                   | Vrocourt                                                      | Superficie de 5 ha 87 a 25 ca                                                                              | 16 juin 1954 (Arrêté)                              |
| Vrocourt                                                      | Martincourt                                                   | Superficie de 5 ha 87 a 25 ca                                                                              | 16 juin 1954 (Arrêté)                              |
| Genvry                                                        | Noyon                                                         | Largeur du chemin rural n°205                                                                              | 26 mai 1954 (Arrêté)                               |
| Notre-Dame-du-Thil                                            | Troissereux                                                   | Section du Plouy-Saint-Lucien                                                                              | 6 février 1943 (Décret)                            |
| Choisy-au-Bac                                                 | Longueil-Annel                                                | Partie comprise entre le canal et la dérivation de l'Oise                                                  | 8 avril 1935 (Loi)                                 |
| Briot                                                         | Saint-Maur                                                    | Hameau d'Ecatelet                                                                                          | 5 juin 1926 (Décret)                               |
| Mouy Bury Angy                                                | Bury Angy Mouy                                                | Abords du chemin de fer de Creil à Beauvais                                                                | 27 avril 1870 (Décret)                             |
| Omécourt Loueuse                                              | Loueuse Omécourt                                              | | 1er mai 1869 (Loi)                                 |
| Hardivillers                                                  | Maisoncelle-Tuilerie                                          | Territoire de la Neuve Rue                                                                                 | 6 juillet 1862 (Loi)                               |
| Sainte-Eusoye                                                 | Maisoncelle-Tuilerie                                          | Territoire de la Neuve Rue                                                                                 | 6 juillet 1862 (Loi)                               |
| Gouvieux Saint-Maximin                                        | Chantilly                                                     | | 4 juin 1859 (Loi)                                  |
| Bornel Frouville (département de Seine-et-Oise)               | Frouville (département de Seine-et-Oise) Bornel               | | 18 mai 1858 (Loi)                                  |
| Le Gallet Viefvillers                                         | Viefvillers Le Gallet                                         | | 23 avril 1856 (Loi)                                |
| Thérines                                                      | Saint-Maur                                                    | Hameau de la Chaussée                                                                                      | 20 avril 1854 (Loi)                                |
| Senantes                                                      | Villembray                                                    | Portion du village de Lanlu                                                                                | 20 avril 1854 (Loi)                                |
| Saint-Vaast-lès-Mello                                         | Mello                                                         | Section de Martincourt                                                                                     | 10 juin 1853 (Loi)                                 |
| Dieudonné                                                     | La Chapelle-Saint-Pierre                                      | Hameau de Richemont                                                                                        | 8 juillet 1852 (Loi)                               |
| Saint-Maximin                                                 | Saint-Firmin                                                  | Section de la Ménagerie                                                                                    | 5 août 1851 (Loi)                                  |
| Gilocourt                                                     | Béthancourt                                                   | Hameau de Waru                                                                                             | 13 avril 1850 (Loi)                                |
| Saint-Arnoult                                                 | Mureaumont                                                    | Section de Colagnies le Bas                                                                                | 13 juin 1841 (Loi)                                 |
| Ully-Saint-Georges                                            | La Chapelle-Saint-Pierre                                      | Section de Bois-Moreil                                                                                     | 19 mars 1841 (Loi)                                 |
| Varinfroy May (département de Seine-et-Marne)                 | May (département de Seine-et-Marne) Varinfroy                 | | 20 juin 1836 (Loi)                                 |
| Saint-Quentin-des-Prés                                        | Gancourt (département de Seine-Inférieure)                    | | 11 mai 1836 (Loi)                                  |
| Molagnies (département de Seine-Inférieure)                   | Bazancourt                                                    | | 11 mai 1836 (Loi)                                  |
| Acy-en-Multien                                                | Vincy-Manœuvre (département de Seine-et-Marne)                | | 11 mai 1836 (Loi)                                  |
| Vincy-Manœuvre (département de Seine-et-Marne)                | Réez-Fosse-Martin                                             | | 11 mai 1836 (Loi)                                  |
| May (département de Seine-et-Marne) Rouvres                   | Rouvres May (département de Seine-et-Marne)                   | | 11 mai 1836 (Loi)                                  |
| Ferrières (département de Seine-Inférieure) Villers-sur-Auchy | Villers-sur-Auchy Ferrières (département de Seine-Inférieure) | Limite fixée par le ruisseau d'Auchy et celui de la Fontaine-Liard                                         | 27 juin 1833 (Loi)                                 |
| Serans Blamecourt (département de Seine-et-Oise)              | Blamecourt (département de Seine-et-Oise) Serans              | Limite fixée par le chemin perdu de Saint-Gervais à Serans                                                 | 15 avril 1805 (Décret) 25 germinal an 13           |
| Villeselve Brouchy (département de la Somme)                  | Brouchy (département de la Somme) Villeselve                  | Limite fixée par les chemins de Nesle et de Colzy à Brouchy                                                | 15 octobre 1804 (Décret) 23 vendémiaire an 13      |
| Golancourt Brouchy (département de la Somme)                  | Brouchy (département de la Somme) Golancourt                  | Limite fixée aux bâtiments de la ferme de Bosmont et le chemin de Ham                                      | 1er novembre 1803 (Arrêté) 9 frimaire an 12        |
| Gisors (département de l'Eure) Trie                           | Trie Gisors (département de l'Eure)                           | | 18 juin 1803 (Arrêté) 29 prairial an 11            |
| Ercheu (département de la Somme)                              | Frétoy                                                        | Bois de Noyon                                                                                              | 26 février 1803 (Arrêté) 7 ventôse an 11           |
| Morvillers (département de la Somme)                          | Quincampoix                                                   | | 4 janvier 1803 (Arrêté) 14 nivôse an 11            |
| Formerie                                                      | Criquier (département de Seine-Inférieure)                    | Hameau des Authieux                                                                                        | 11 juillet 1802 (Arrêté) 22 thermidor an 10        |